# Camponotus darwinii
Camponotus darwinii är en myrart som beskrevs av Auguste-Henri Forel 1886. Camponotus darwinii ingår i släktet hästmyror, och familjen myror.

## Underarter
Arten delas in i följande underarter:
- C. d. darwinii
- C. d. rubropilosus
- C. d. themistocles

## Bildgalleri

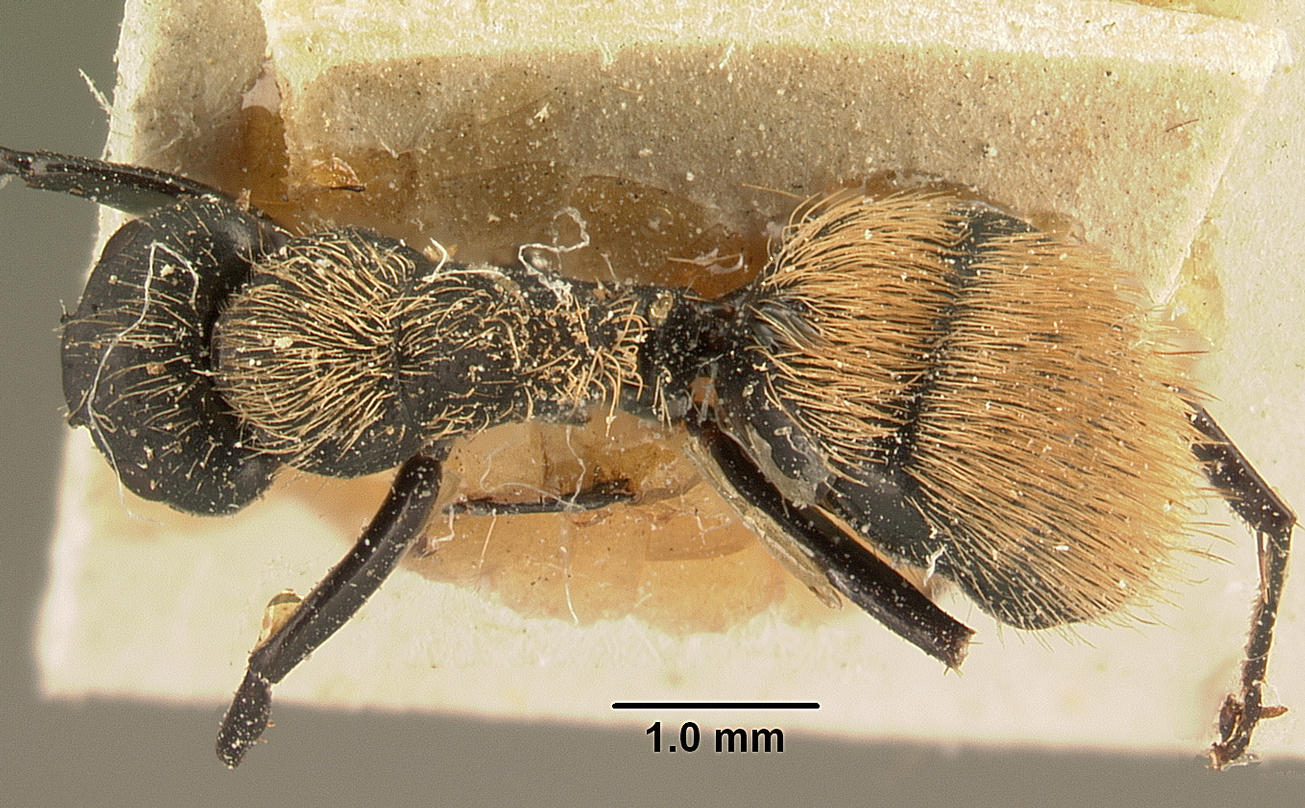
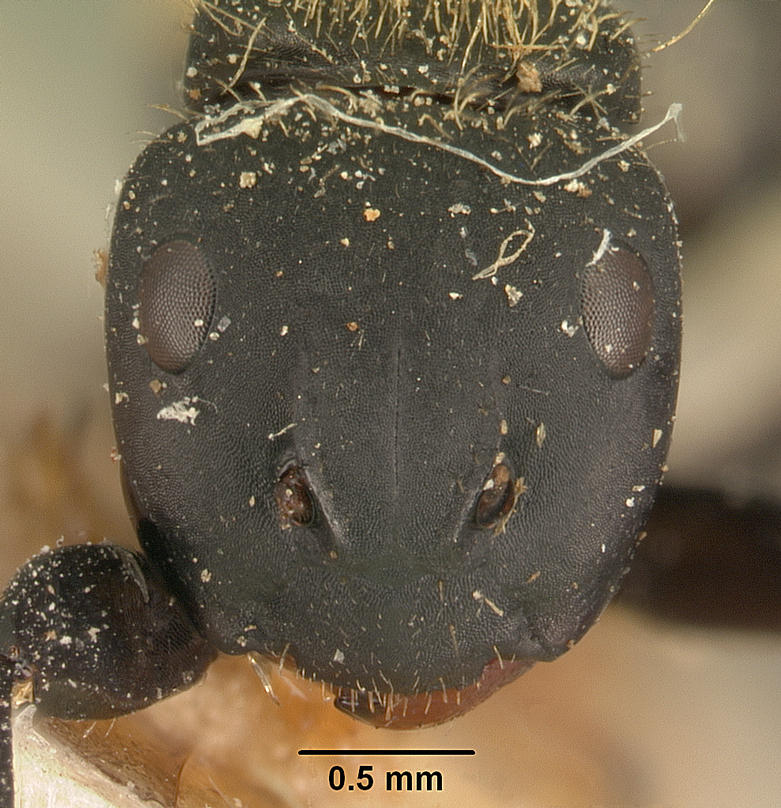
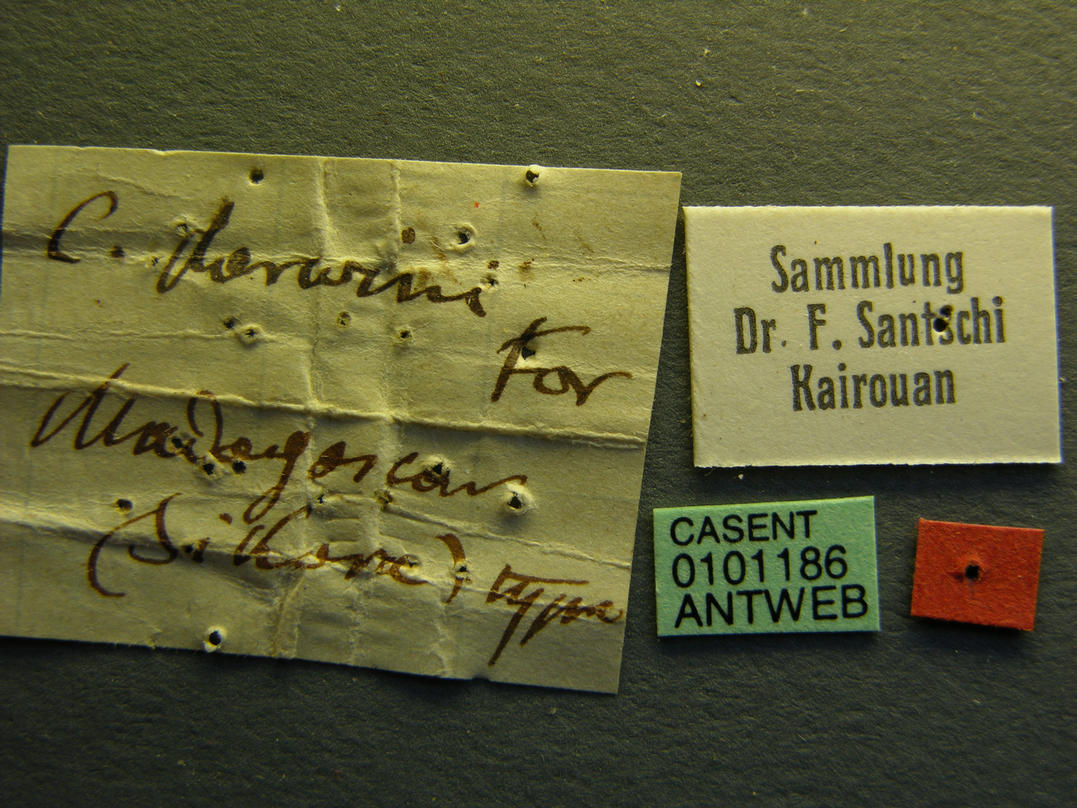
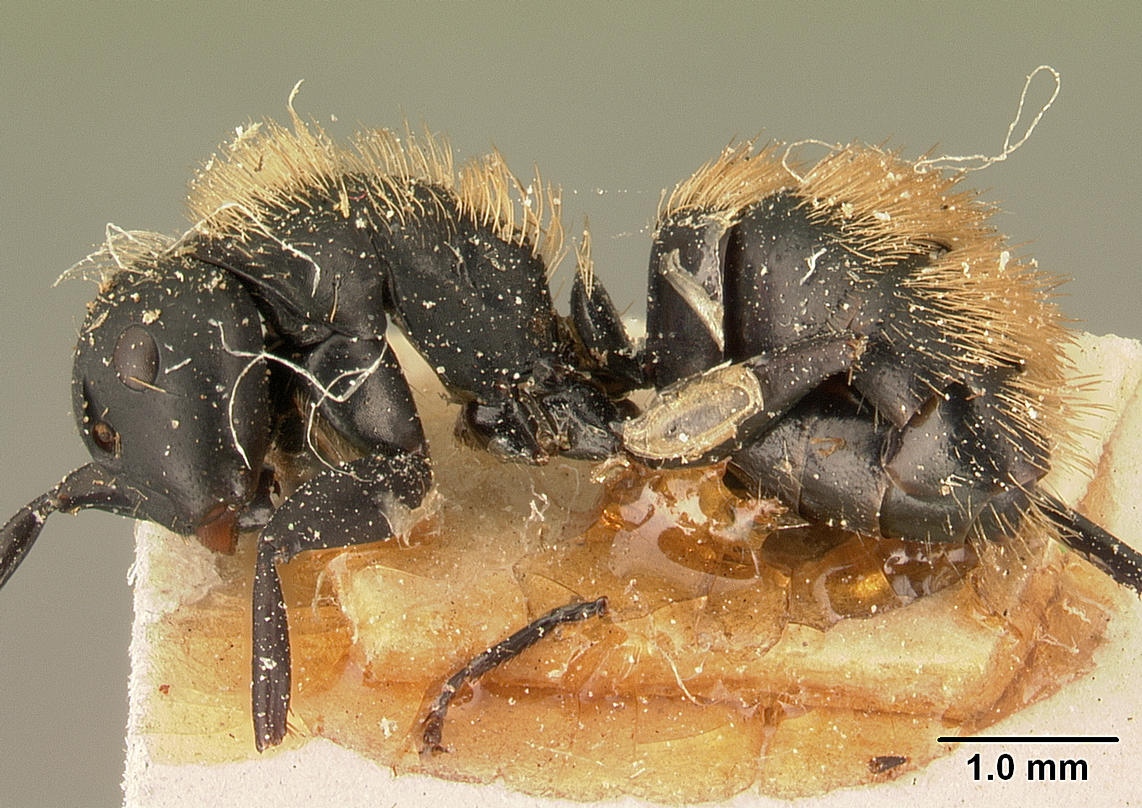
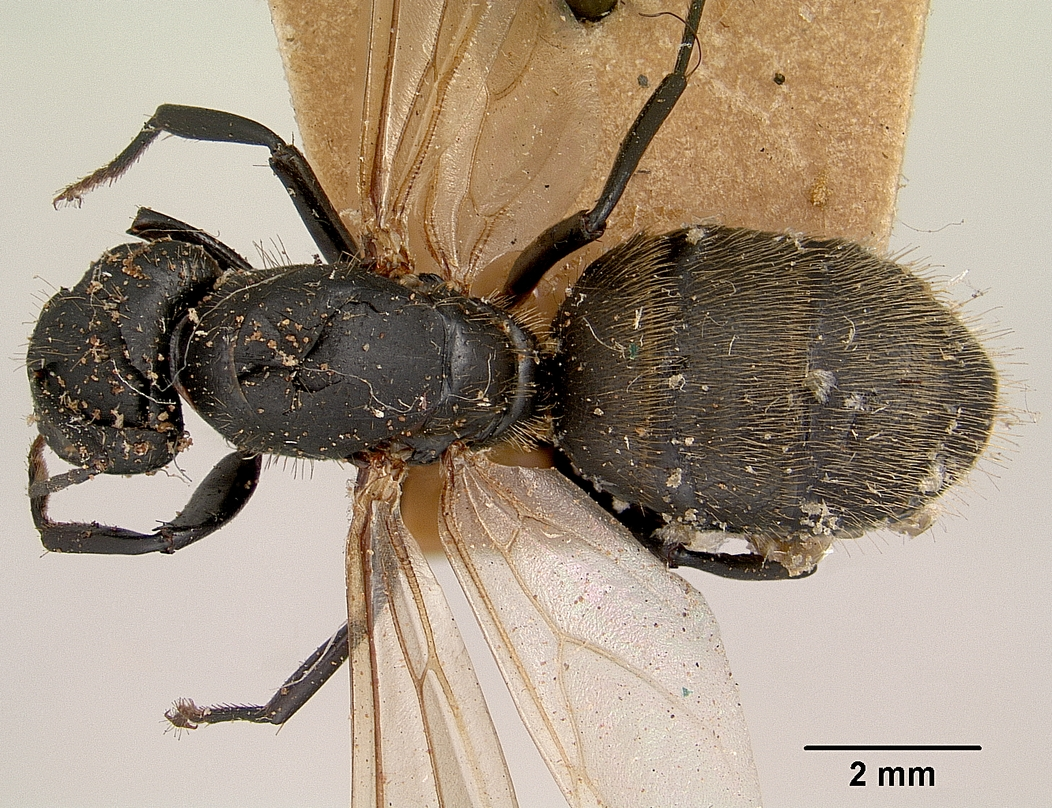
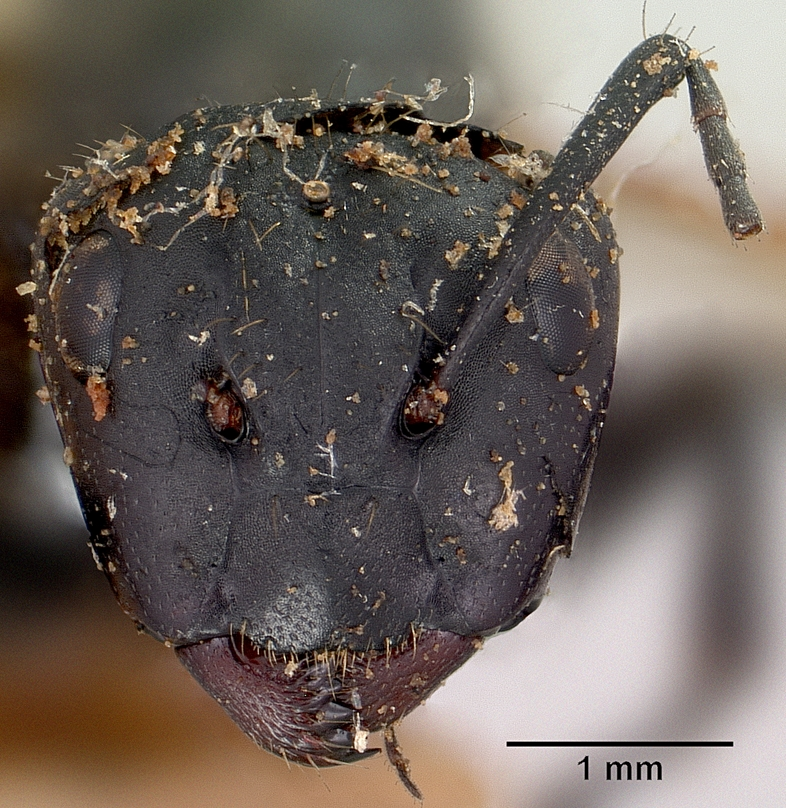